# Turinge kyrka
Turinge kyrka är en kyrkobyggnad som ingår i Turinge-Taxinge församling i Södertälje kontrakt i Strängnäs stift. Kyrkan ligger i Nykvarns kommun, mellan Södertälje och Strängnäs.

## Historia
Kyrkan äldsta delar uppfördes på 1100-talet. Ett torn i väster och en sakristia tillkom på 1200-talet. Kyrkorummet förlängdes på 1300-talet och på 1400-talet tillkom vapenhuset. 1 juli 1802 slog blixten ned och förstörde kyrktornet. Ett nytt uppfördes och 1805 var nuvarande tornhuv färdigställd. Den kopparklädda tornhuven och tornet är inbördes något vridna mot varandra. Kyrkbacken är en av Södermanlands bäst bevarade med hus och bodar från 1700- och 1800-talen. Turinge kyrka är mest känd för det gravkor i barockstil som Erik Dahlbergh ritade och lät uppföra åt sig på 1680-talet. Gravkoret räknas till ett av barockens mest framträdande monument i Sverige.

## Inventarier
- Dopfunten av granit är från slutet av 1200-talet.
- Nuvarande predikstol är från 1891.
- I vapenhuset finns den så kallade Turingestenen, en runsten från 1000-talet.

### Orgel
- 1794 bygger Olof Schwan, Stockholm en orgel med 8 stämmor.
- 1929 bygger Olof Hammarberg, Göteborg en orgel med 19 stämmor, två manualer och pedal.
- Den nuvarande orgeln är byggd 1968 av Åkerman & Lund, Knivsta och är en mekanisk orgel. Fasaden är från 1794 års orgel.

| Huvudverk I         | Svällverk II      | Pedal            | Koppel |
| Rörflöjt 8´         | Gedackt 8´        | Subbas 16´       | I/P    |
| Principal 4´        | Rörflöjt 4´       | Oktavbas 8´      | II/P   |
| Koppelflöjt 4´      | Principal 2´      | Gedacktpommer 4' | II/I   |
| Waldflöjt 2´        | Nasat 1 1/3'      | Fagott 16'       |        |
| Sesquialtera 2 chor | Cymbel 2 chor     |                  |        |
| Mixtur 3 chor       | Krumhorn 8'       |                  |        |
|                     | Tremulant         |                  |        |
|                     | Crescendosvällare |                  |        |

## Bilder

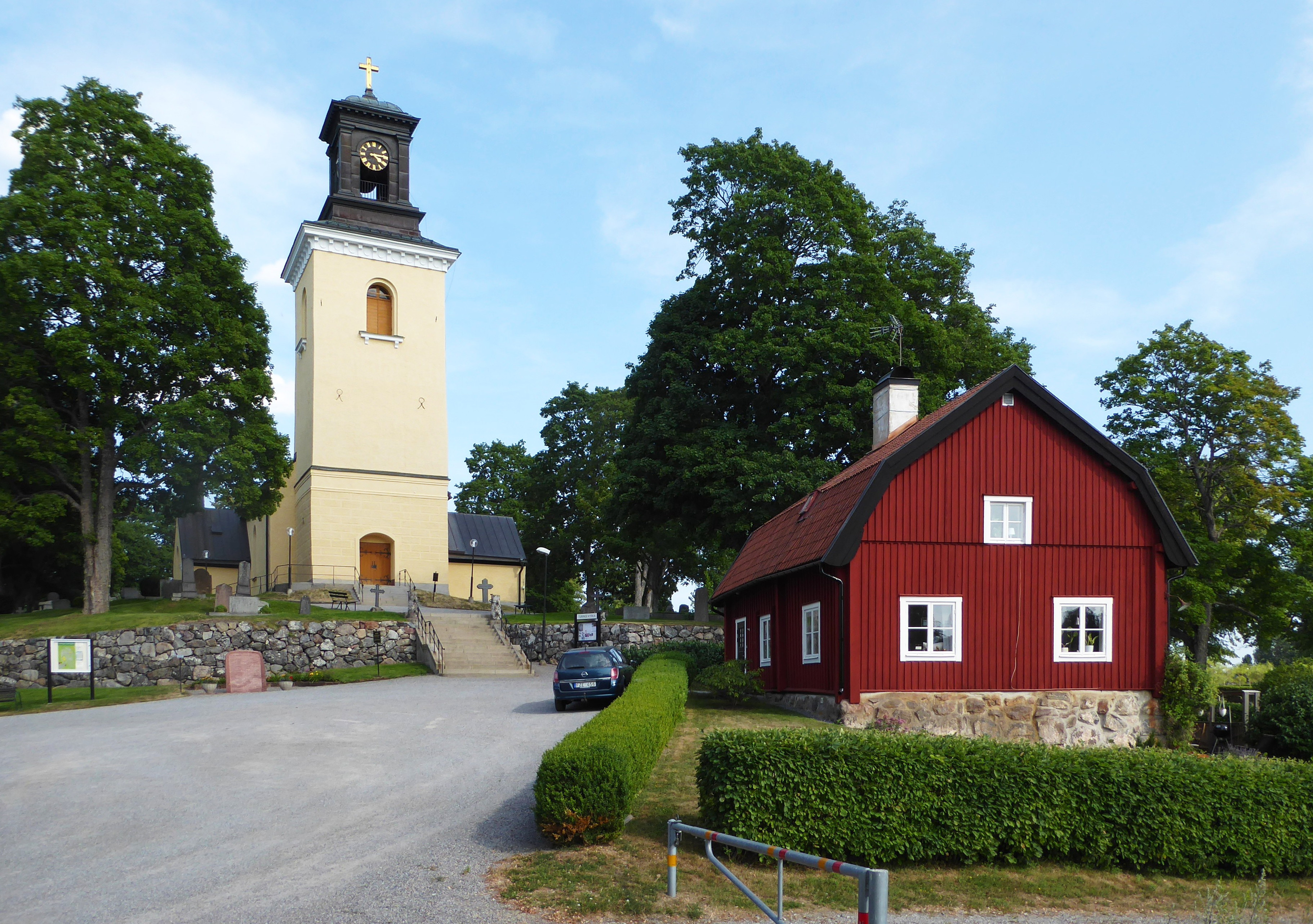
Kyrkbacken med kyrkan och sockenstugan
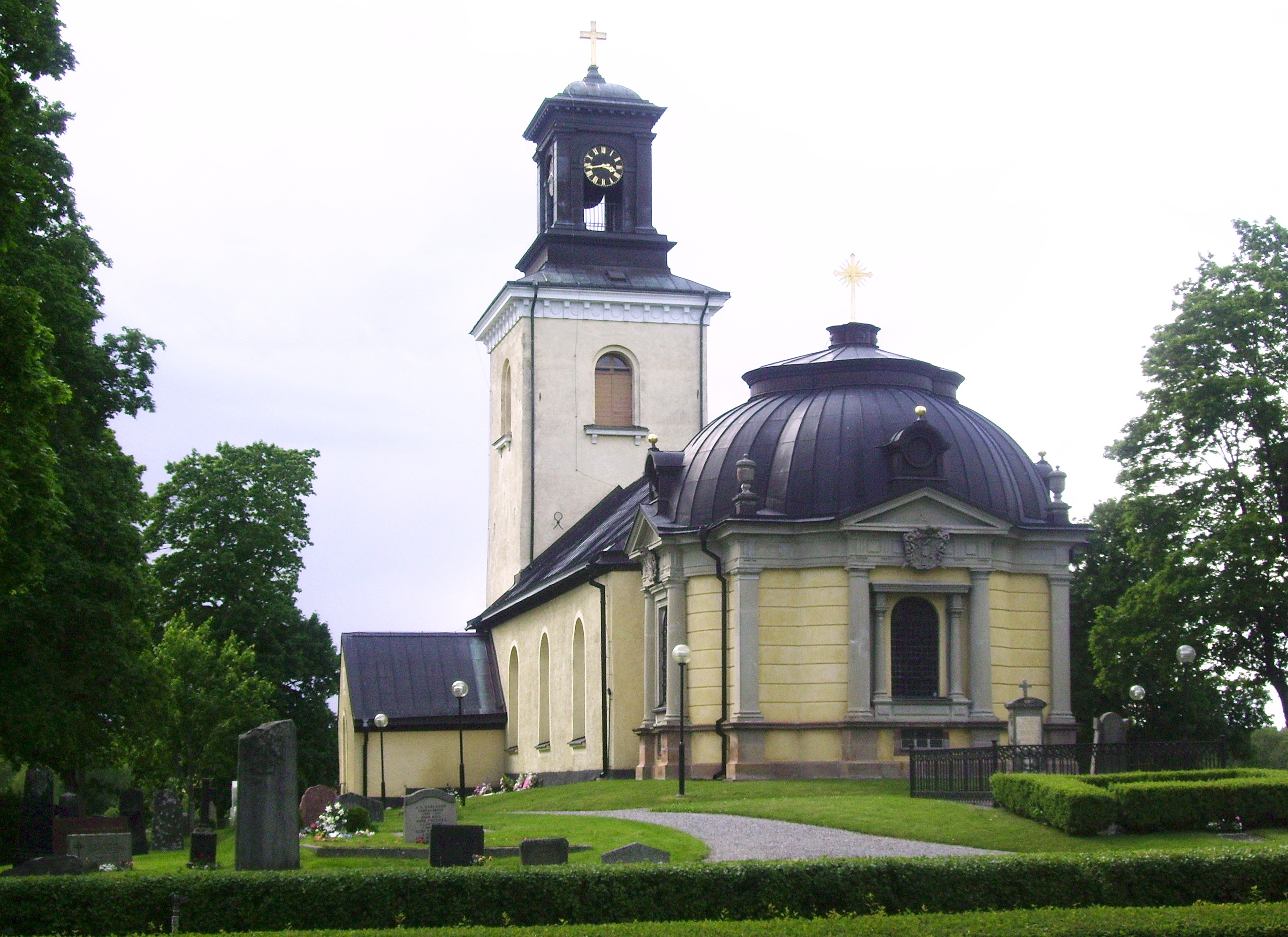
Kyrkan med Dahlberghs gravkor
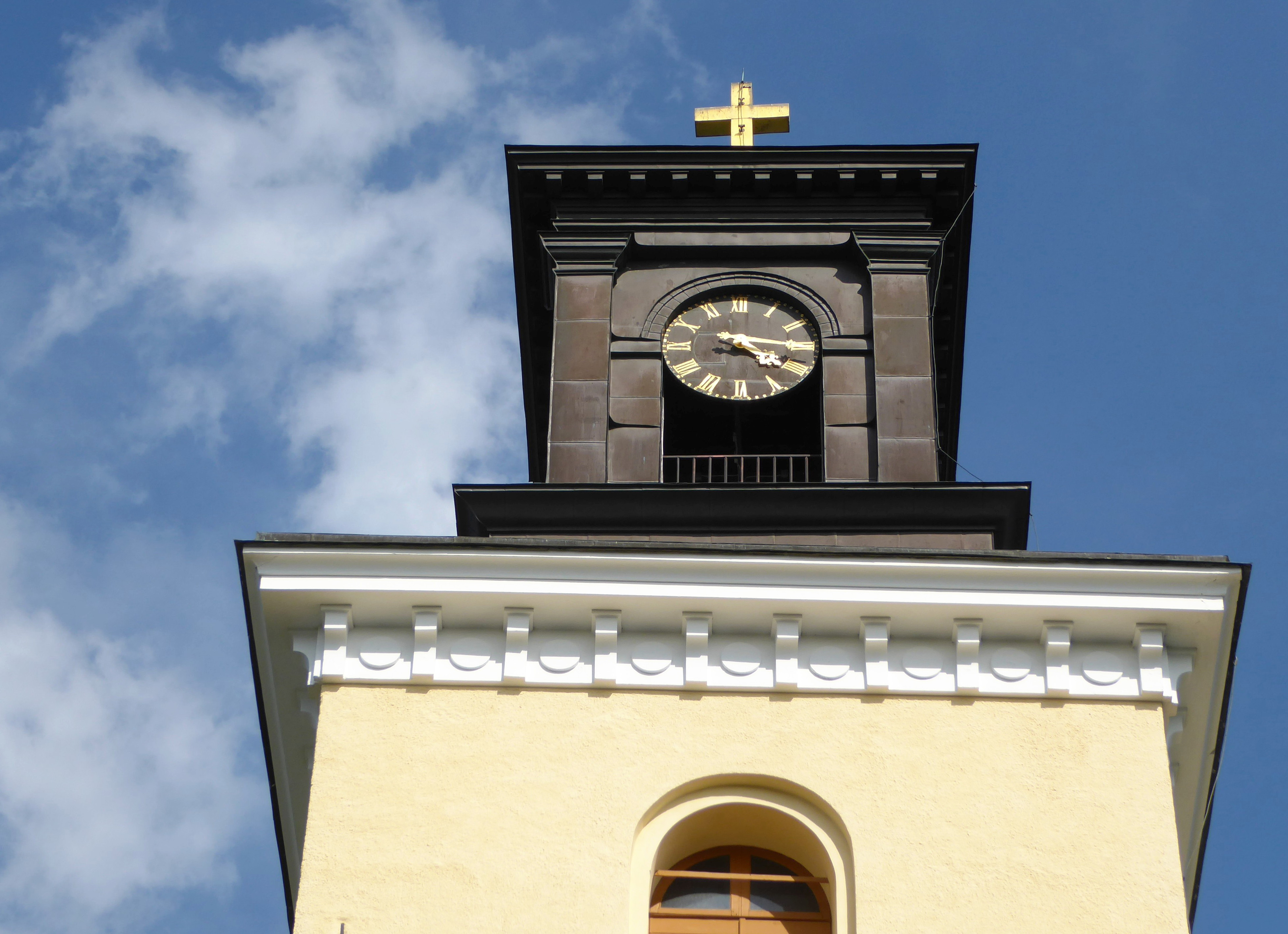
Tornet och tornhuven är inbördes vridna
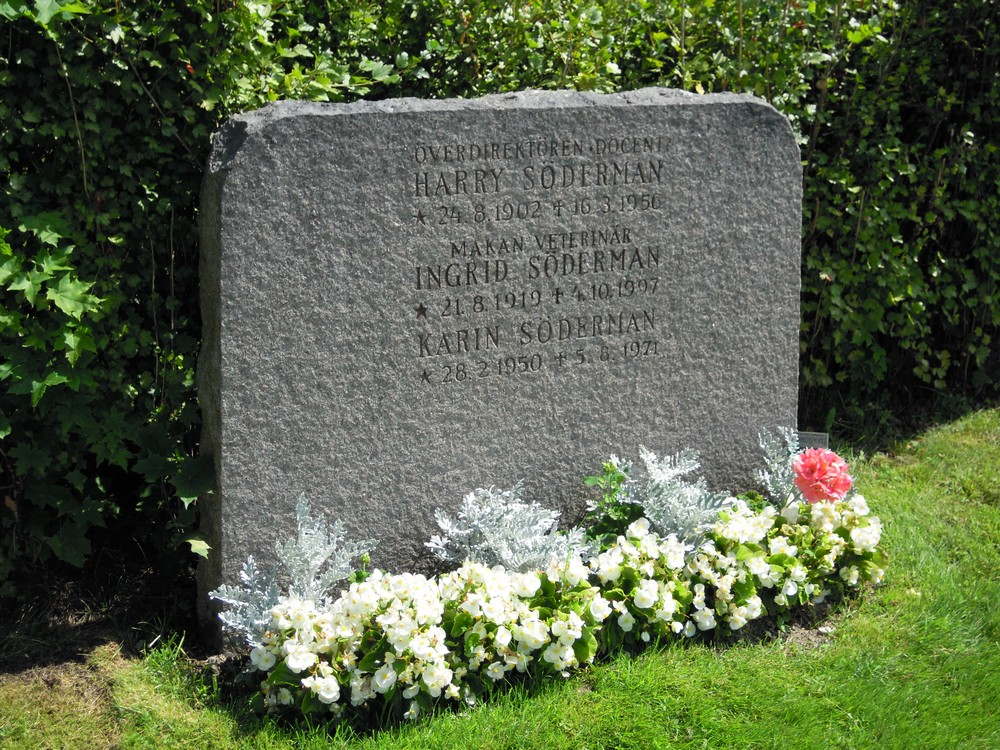
Harry Södermans grav på Turinge kyrkogård
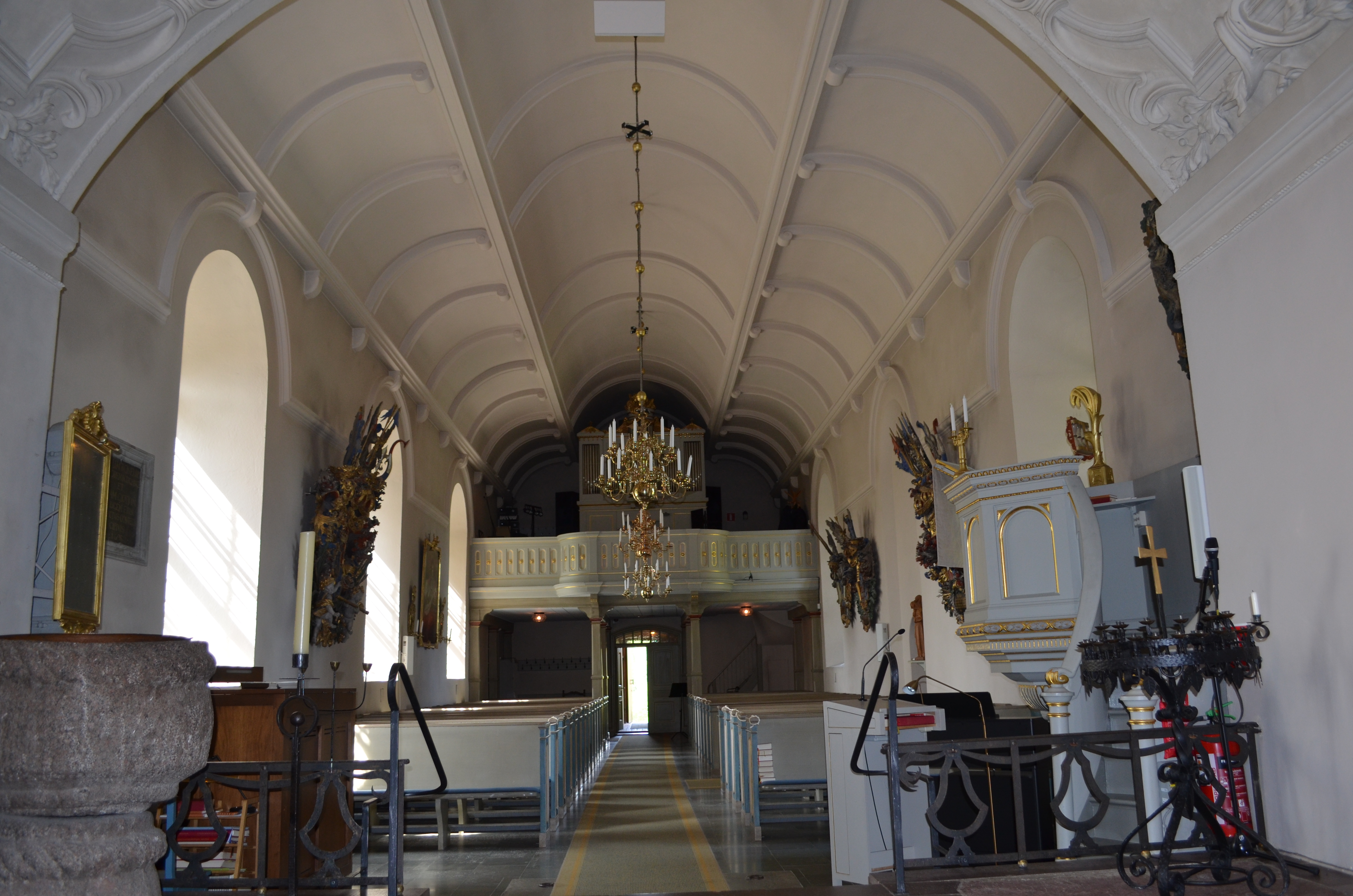
Turinge kyrkas kyrksal
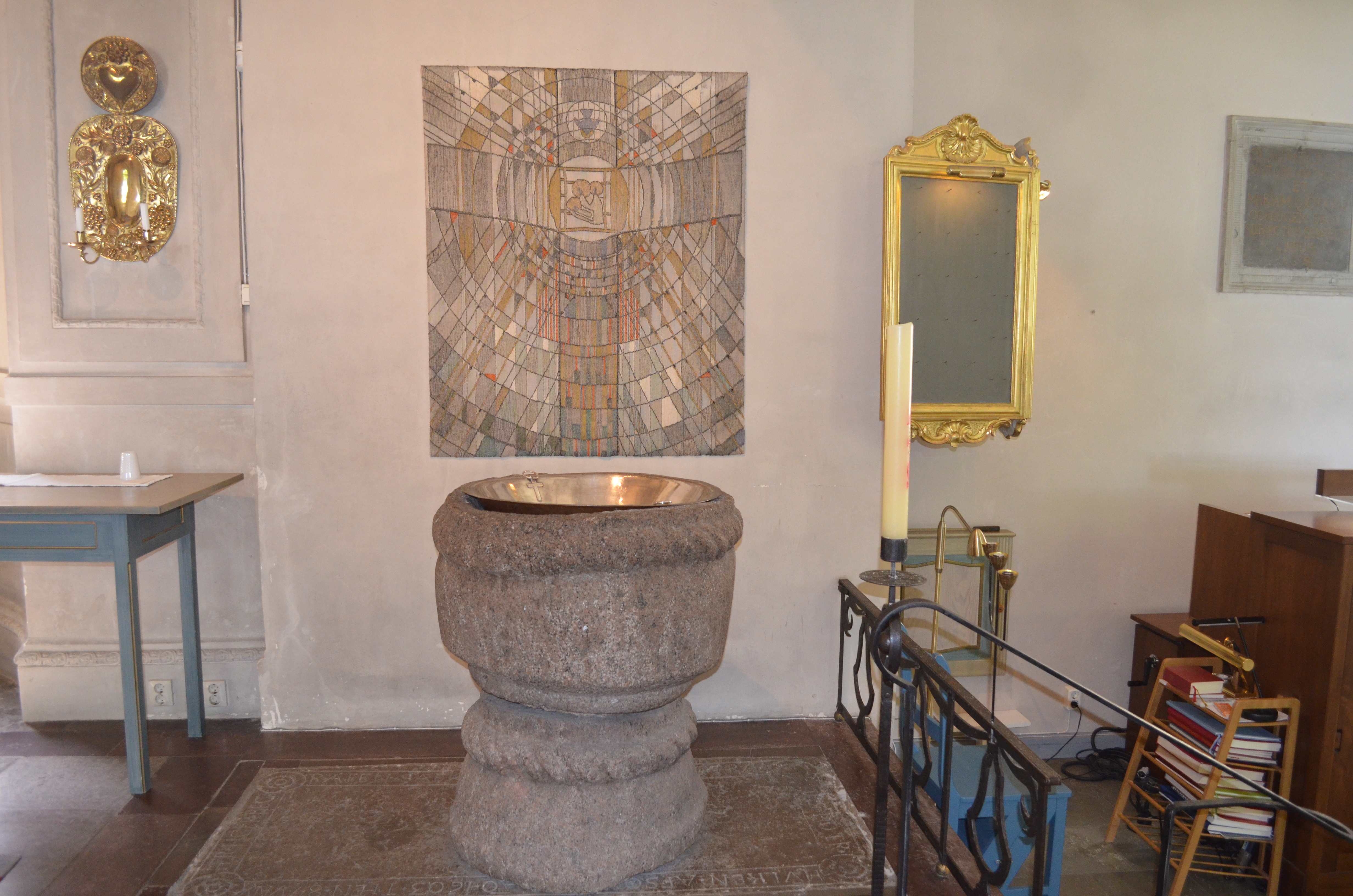
Turinge kyrkas dopfunt
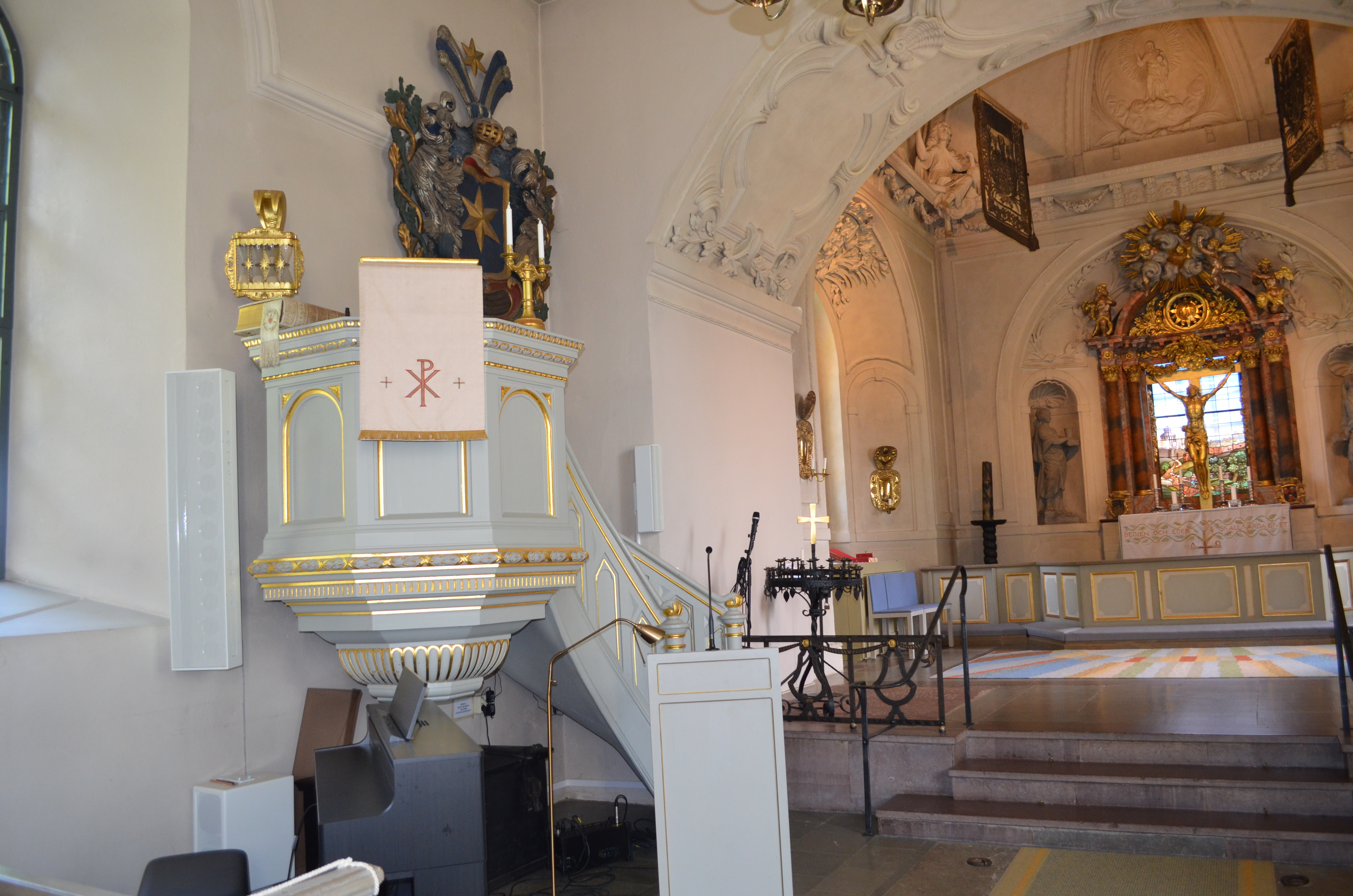
Turinge kyrkas predikstol
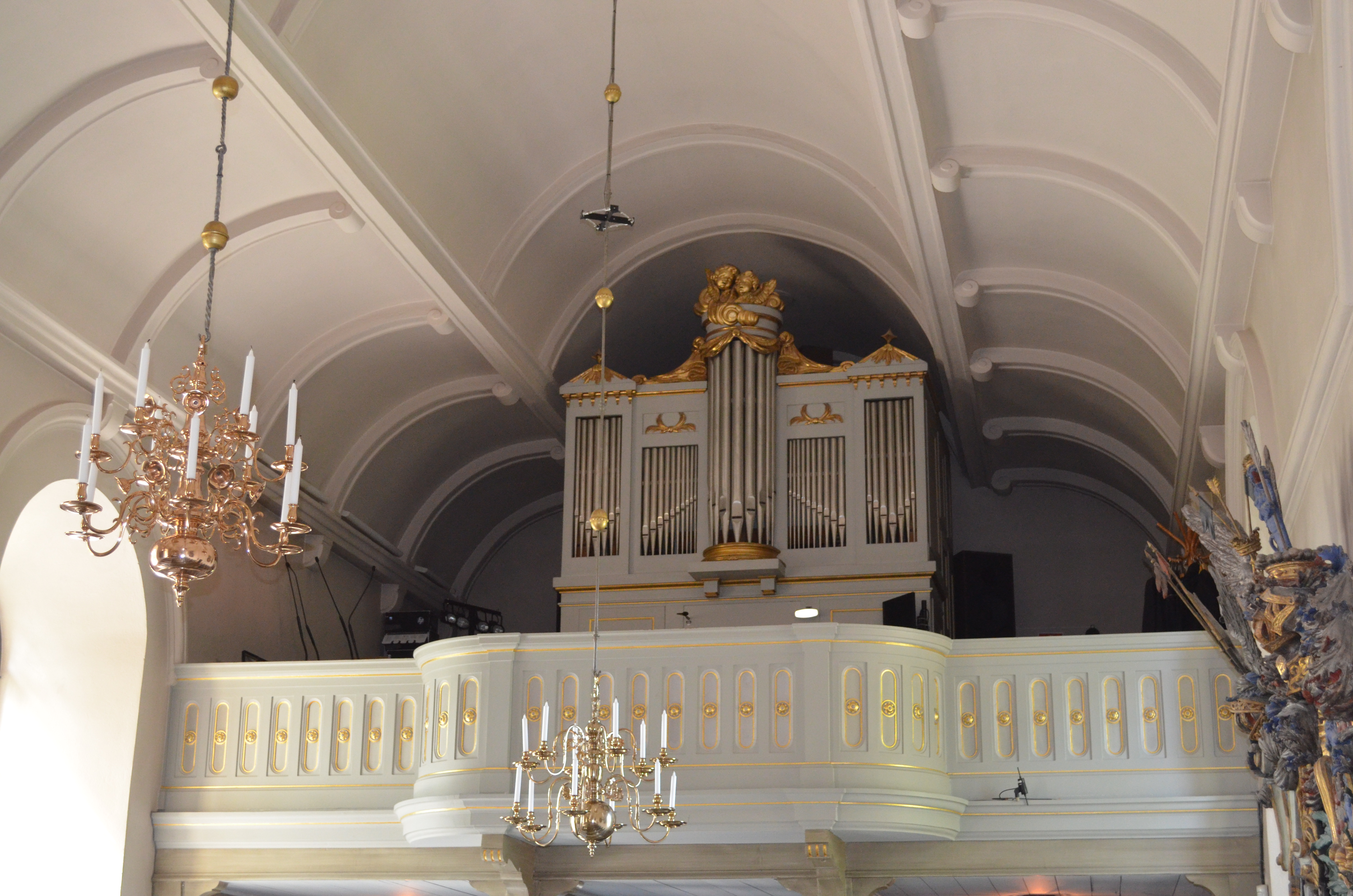
Turinge kyrkas kyrkorgel
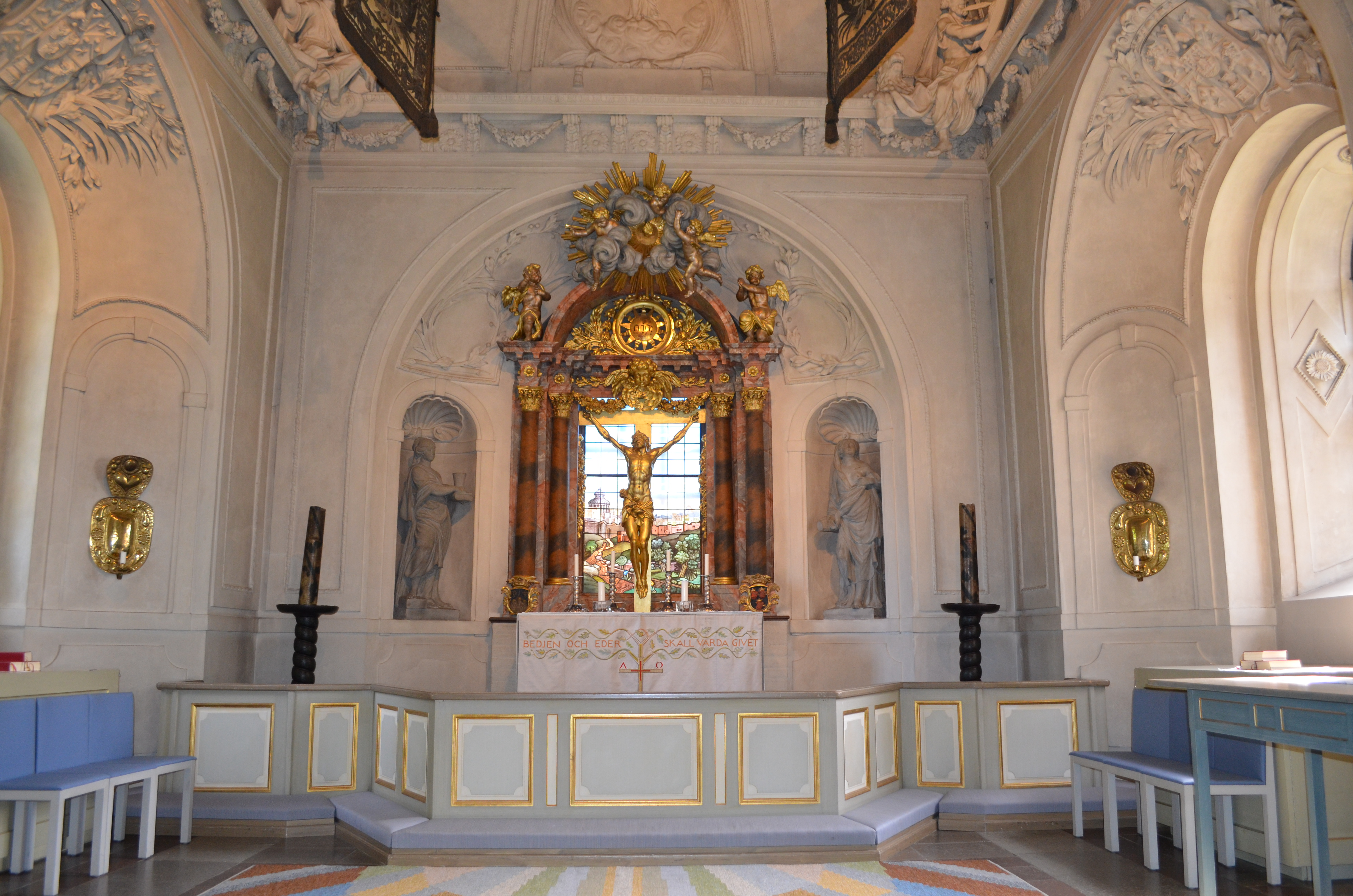
Turinge kyrkas altare